# First Division 2024-2025 (Gambia)
La First Division 2024-2025 è stata la 57ª edizione della massima divisione del campionato gambiano di calcio. Il campionato è iniziato il 29 novembre 2024 ed è terminata l'11 luglio 2025.
La squadra campione in carica era il Real de Banjul, che ha vinto il suo nono titolo nazionale nell'edizione 2023-2024 e che si è riconfermata conquistando il suo decimo titolo.

## Stagione

### Novità
Dalla stagione precedente sono stati retrocessi Wallidan, Waa Banjul e Samger, ultime tre classificate del campionato. Al loro posto dalla Second Division sono stati promossi Dutch Lions, Hart Academy e Hawks, prime tre classificate del campionato. 

### Formula
Le 16 squadre partecipanti giocano un girone all'italiana con partite di andata e ritorno, per un totale di 30 giornate. Al termine della stagione, la prima classificata è campione del Gambia e si qualifica per la CAF Champions League 2025-2026, mentre la seconda classificata si qualifica per la Coppa della Confederazione CAF 2025-2026. Le ultime quattro classificate vengono invece retrocesse in seconda divisione.

## Squadre partecipanti
| Squadra          | Città     | Stagione precedente   |
| ---------------- | --------- | --------------------- |
| Banjul United    | Banjul    | 12° in First Division |
| Bombada          | Brikama   | 13° in First Division |
| Brikama Utd      | Brikama   | 9° in First Division  |
| BST Galaxy       | Bijilo    | 10° in First Division |
| Dutch Lions      | Banjul    | Second Division       |
| Falcons FC       | Serekunda | 2° in First Division  |
| Fortune          | Farato    | 4° in First Division  |
| GAF              | Banjul    | 6° in First Division  |
| Greater Tomorrow | Brikama   | 7° in First Division  |
| Hart Academy     | Soma      | Second Division       |
| Hawks            | Serekunda | Second Division       |
| Marimoo          | Banjul    | 11° in First Division |
| Real de Banjul   | Banjul    | Campione di Gambia    |
| Steve Biko       | Bakau     | 3° in First Division  |
| Team Rhino       | Serekunda | 5° in First Division  |
| TMT FA           | Serekunda | 8° in First Division  |

## Classifica
|                   | Pos. | Squadra          | Pt | G  | V  | N  | P  | GF | GS | DR  |
| ----------------- | ---- | ---------------- | -- | -- | -- | -- | -- | -- | -- | --- |
| Gambia (bandiera) | 1.   | Real de Banjul   | 60 | 30 | 17 | 9  | 4  | 52 | 23 | +29 |
|                   | 2.   | Fortune          | 52 | 30 | 16 | 4  | 10 | 39 | 27 | +12 |
|                   | 3.   | Falcons FC       | 48 | 30 | 13 | 9  | 8  | 27 | 23 | +4  |
|                   | 4.   | BST Galaxy       | 45 | 30 | 12 | 9  | 9  | 32 | 26 | +6  |
|                   | 5.   | Bombada          | 43 | 30 | 10 | 13 | 7  | 33 | 26 | +7  |
|                   | 6.   | Brikama Utd      | 40 | 30 | 8  | 16 | 6  | 29 | 26 | +3  |
|                   | 7.   | Hart Academy     | 40 | 30 | 10 | 10 | 10 | 30 | 28 | +2  |
|                   | 8.   | Steve Biko       | 40 | 30 | 8  | 16 | 6  | 20 | 22 | -2  |
|                   | 9.   | Banjul Hawks     | 39 | 30 | 9  | 12 | 9  | 30 | 32 | -2  |
|                   | 10.  | TMT FA           | 37 | 30 | 7  | 16 | 7  | 23 | 27 | -4  |
|                   | 11.  | Dutch Lions      | 35 | 30 | 8  | 11 | 11 | 27 | 36 | -9  |
|                   | 12.  | Team Rhino       | 34 | 30 | 8  | 10 | 12 | 27 | 31 | -4  |
|                   | 13.  | Greater Tomorrow | 32 | 30 | 7  | 11 | 12 | 19 | 35 | -16 |
|                   | 14.  | GAF              | 31 | 30 | 8  | 7  | 15 | 26 | 34 | -8  |
|                   | 15.  | Banjul United    | 28 | 30 | 5  | 13 | 12 | 19 | 26 | -7  |
|                   | 16.  | Marimoo          | 25 | 30 | 3  | 16 | 11 | 17 | 28 | -11 |

Legenda
      Campione del Gambia e ammessa alla CAF Champions League 2025-2026.
      Ammessa alla Coppa della Confederazione CAF 2025-2026.
      Retrocessa in Seconda divisione 2025-2026.
Note:
Tre punti a vittoria, uno a pareggio, zero a sconfitta.